# William Rush
Pour les articles homonymes, voir Rush.
William Rush (1756 - 1833) était un sculpteur américain néoclassique, originaire de la ville de Philadelphie en Pennsylvanie. Il est considéré comme le premier grand sculpteur américain.

## Biographie
Il réalisa des œuvres publiques telles que Comedy and Tragedy (1808) sculptée pour le Nouveau Théâtre situé sur Chestnut Street à Philadelphie et dessiné par Benjamin Latrobe. Sa statue de  George Washington, sculptée dans du bois est exposée à l'Independence Hall de Philadelphie. Rush a créé un buste de Lafayette lors du voyage de ce dernier aux États-Unis en 1824-1825. Rush participa à la fondation de la Pennsylvania Academy of Fine Arts.
Il est enterré dans le cimetière de Woodlands à Philadelphie.